# Ovidiu Pecican
Ovidiu Coriolan Pecican (n. 8 ianuarie 1959, Arad) este un scriitor, istoric  și publicist român.

## Biografie
Este absolvent al Facultății de Istorie-Filosofie a Universității „Babeș-Bolyai” din Cluj (1985). Doctorat în istorie (1998). În prezent, este profesor universitar la Facultatea de Studii Europene, precum și cercetător la Institutul de Antropologie Culturală din cadrul Universității „Babeș-Bolyai” din Cluj. În 2008 a fost numit ambasador național al Anului European al Dialogului Intercultural. 
Coautor (împreună cu Sorin Mitu, Lucia Copoeru, Virgiliu Țârău și Liviu Țârău) al manualelor de istorie pentru clasa a XI-a și a XII-a, apărute la Editura Sigma în 1999, aprobate de Ministerul Educației Naționale, dintre care primul interzis ulterior în școlile din România. Este, de asemenea, realizator de emisiuni TV („Clujul trăit", „Agartha Club", „Sarea-n bucate", „Transparențe”).
Debut absolut în „Flacăra roșie” din Arad (1978). Debut editorial în 1985 în antologiile Gustul livezii, O planetă numită anticipația și Romanul românesc în interviuri. Prezent în culegeri de povestiri SF.
Este unul dintre membrii grupului Provincia, care îi include pe intelectualii ardeleni români și maghiari care militează pentru regionalizarea României.
Din 2020 a înființat la Cluj revista culturală independentă „Avalon”. Din iulie 2021 devine directorul revistei „Steaua”.

## Volume publicate

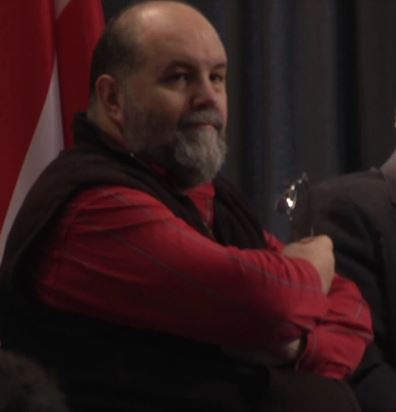
La ICD Annual Conference on Cultural Diplomacy, 2012.

### Scrieri istorice
- Troia, Veneția, Roma. Studii de civilizație europeană, 1998
- Lumea lui Simion Dascălul, 1998
- Arpadieni, angevini, români. Studii de medievistică central-europeană, 2001 ISBN 9738551250
- Realități imaginate și ficțiuni adevărate în evul mediu românesc, 2002 ISBN 973351439X
- Trecutul istoric și omul evului mediu, 2002
- Hașdeenii. O odisee a receptării, 2003 ISBN 9738583349
- Originile istorice ale regionalismului românesc, 2003
- B. P. Hasdeu - istoric, 2004
- Poarta leilor. Istoriografia tânară din Transilvania, I, 2005 ISBN 9737651111
- Sânge și trandafiri. Cultura ero(t)ică in Moldova lui Ștefan cel Mare, 2005
- Între cruciați și tătari. Creștinătate occidentală și nomazi în Europa central-sud-estică, 2006 [5]
- Poarta leilor. Istoriografia tânără din Transilvania, II, 2006
- Ce istorie scriem, 2006
- Istorii intersectate, 2007
- Troia, Veneția, Roma, I, 2007
- Dicționarul celor mai bune cărți de istorie românească, 2008
- Regionalism românesc, 2009
- Istoria de sub covor. Dezbateri istoriografice (Editura Adenium, 2013)
- Istoria României - Stat și Cultură (1866-2018) (Editura Cuantic, 2023)
- Istoria românilor de la origini și până astăzi (vol.1 - Editura Cuantic, 2023)

### Europenistică
- Europa - o idee în mers, 1997 ISBN 9739826822 (reeditări, 1999, 2002, 2005)
- Romania and the European Integration, 1998 ISBN 973996270X
- Acasă înseamnă Europa (în colaborare cu Mihai Pătrașcu), 2003
- Europa în gândirea românească interbelică (antologie), 2008 ISBN 978-973-611-534-9

### Publicistică
- Un român în lagărele sovietice, 1991
- Trasee culturale Nord-Sud (șapte convorbiri), 2006 ISBN 978-973-9279-83-3

### Romane
- Eu și maimuța mea, 1990 ISBN 973350145X
- Razzar (în colaborare cu Alexandru Pecican), 1998
- Imberia 2006

### Proză scurtă
- Clipuri, 2001
- Darul acestei veri, 2001
- Zilele și nopțile după-amiezei, 2005
- Povești de umbră și povești de soare, 2008

### Critică și istorie literară
- O utopie tangibilă. Convorbiri cu Nicolae Breban, 1994
- Vorbind (dialoguri în trei alături de Gheorghe Grigurcu și Laszlo Alexandru), 2004
- Spirala. Paul Goma și problema antisemitismului (în colaborare cu Laszlo Alexandru și Ion Solacolu), 2004
- Rebel fără pauză (Contribuții la istoria literaturii române), 2004 ISBN  9738687241
- Puncte de atac, 2006
- Sertarul cu cărți, 2007
- Reuniunea anuală a cronicilor literare, 2008

### Teatru
- Arta rugii (în colaborare cu Alexandru Pecican), 2007 (Premiul Mongolul al filialei Cluj al Uniunii Scriitorilor din România, 2007)
- Hansel și Gretel (adaptare scenică după frații Grimm), 2007 (Teatrul de Marionete Cluj-Napoca, regia: Varga Ibolya)

### Ediții
- Serge Berstein, Pierre Milza, Istoria Europei, vol. IV, 1998
- Bogdan Petriceicu Hasdeu, Olteneștile, 2002
- Yves Ternon, Statul criminal. Genocidele în secolul XX, 2002
- Geoffroy de Villehardouin, Cucerirea Constantinopolului, 2002
- Robert de Clari, Cei care au cucerit Constantinopolul, 2005
- Grigore Ureche, Simion Dascălul, Letopisețul Țărâi Moldovei, de când s-au descălecat țara și de cursul anilor și de viiața domnilor carea scrie de la Dragoș Vodă până la Aron Vodă, 2007

### Traduceri
- Philippe Moreau Defarges, Instituțiile europene (în colaborare cu Doina Lică), 2002
- Yves Ternon, Statul criminal. Genocidele în secolul XX (în colaborare cu Iuliana Doboși și Liliana Popovici), 2002
- Alain Demurger, Cavalerii lui Christos. Ordinele religios-militare în evul mediu (sec. al XI-lea – al XVI-lea), 2003

## Afilieri
- Membru al Uniunii Scriitorilor din România din 1994
- Membru al European Community Studies Association (Pittsburgh, USA) din 1995
- Membru al Team Europe, stabilită de Delegația Comisiei Europene din România, din 2004

## Vezi și
- Anatomia unei secunde